# 水线装甲带

战列舰装甲示意图，可以看见图中的“A”是裙甲.

水线装甲是装在军舰的两侧的一种厚金属装甲，它可以装在船壳之外或是之内，一般常见于主力军舰如战列舰、战列巡洋舰、航空母舰和巡洋舰上。 

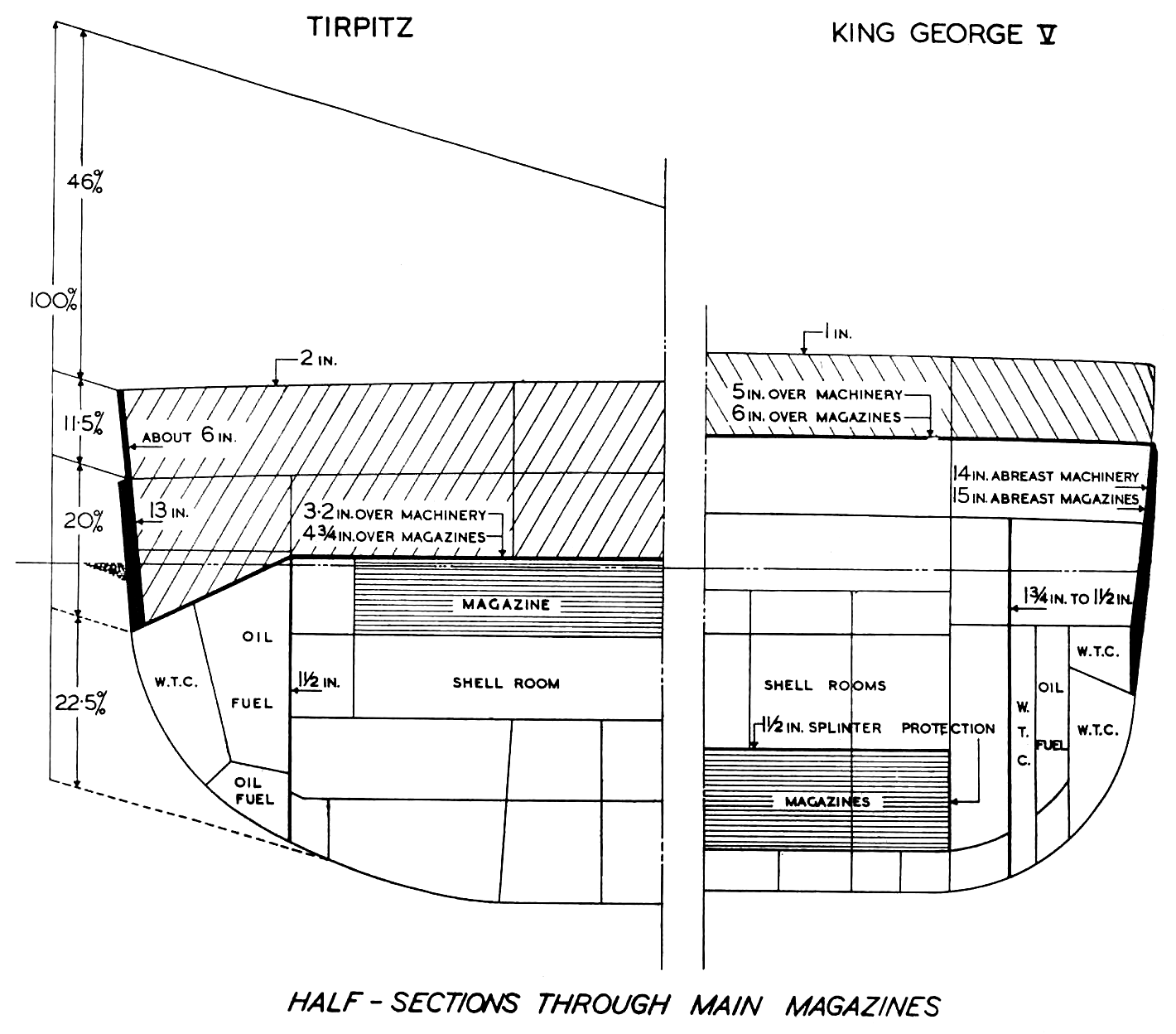
提尔比茨号战列舰（左）和乔治五世号战列舰（右）的装甲.

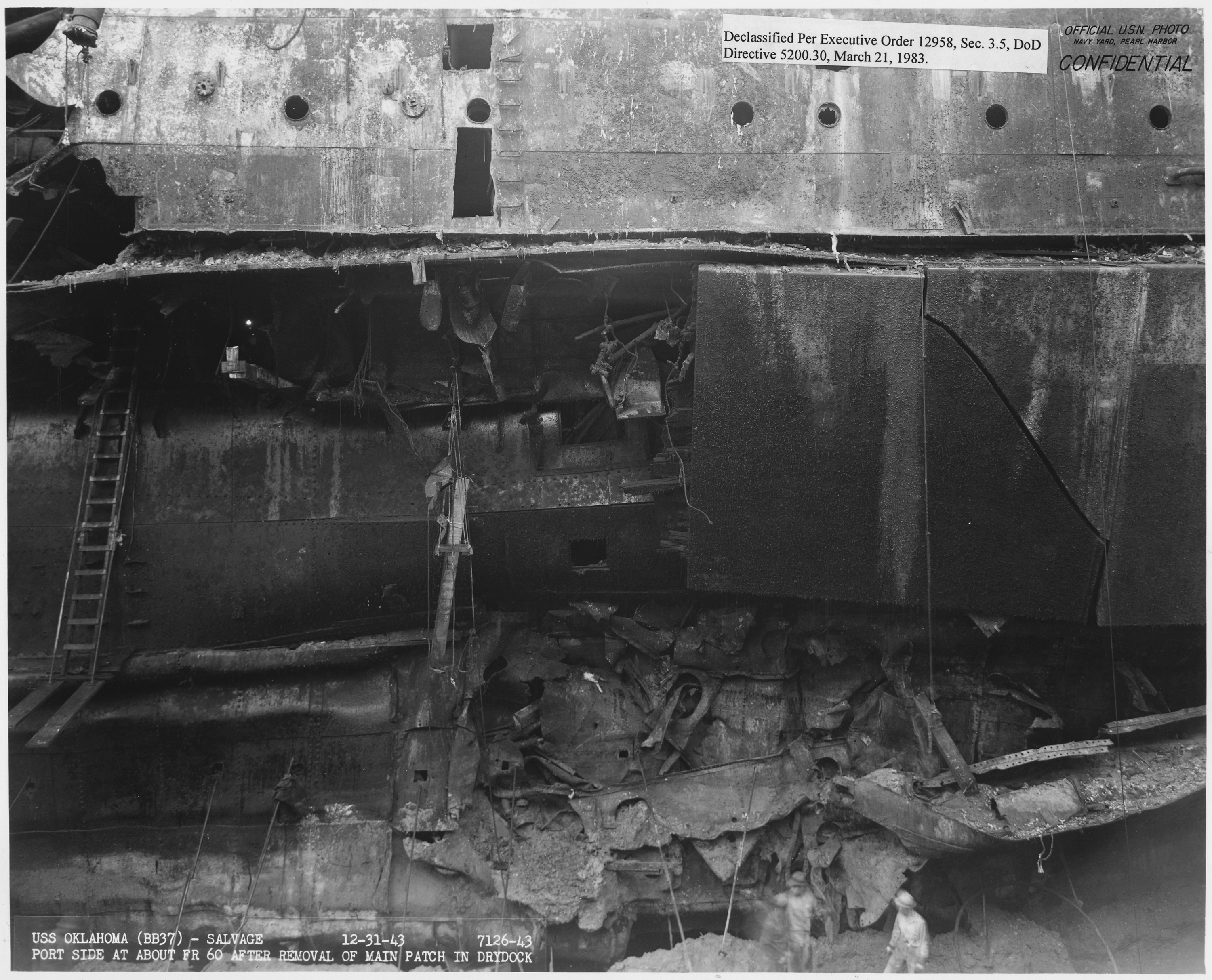
奥克拉荷马号战列舰受损的裙甲

一般来说战列舰上的主装甲带是从主甲板的高度起安装，一直到略低于水线为止。如果是安在船壳内侧的话还要有一定的倾角以提高防护效能。 